# Il Giallo Mondadori dal 901 al 1000
|  | I 100 precedenti: Il Giallo Mondadori dall'801 al 900 |

## Dal N.901 al N.1000
| N.   | Titolo italiano                         | Autore                                | Titolo originale                    | Pubblicazione     |
| ---- | --------------------------------------- | ------------------------------------- | ----------------------------------- | ----------------- |
| 901  | Un oscar per Hildegarde                 | Stuart Palmer                         | Miss Whiters Regrets                | 8 maggio 1966     |
| 902  | Perry Mason e il cliente ambiguo        | Erle Stanley Gardner                  | The Case of The Phantom Fortune     | 15 maggio 1966    |
| 903  | Steve Craig e la bionda sottozero       | Bevis Hunter                          | Blondes En Up Dead                  | 22 maggio 1966    |
| 904  | Il mio nome è mitraglia                 | James Hadley Chase                    | More Deadly Than The Male           | 29 maggio 1966    |
| 905  | Una stanza per morirci                  | Ellery Queen                          | A Room To Die In                    | 5 giugno 1966     |
| 906  | Il non compianto Mister Payne           | Frances Lockridge e Richard Lockridge | Murder Has Its Points               | 12 giugno 1966    |
| 907  | La calda notte di Virgil Tibbs          | John Ball                             | In The Heat of The Night            | 19 giugno 1966    |
| 908  | La donna di mezzanotte                  | Wade Miller                           | The Girl From Midnight              | 26 giugno 1966    |
| 909  | Doppia morte                            | Elizabeth Ferrars                     | The Doubly Dead                     | 3 luglio 1966     |
| 910  | Nozze di piombo                         | Kelley Roos                           | Necessary Evil                      | 10 luglio 1966    |
| 911  | Movente al microscopio                  | Simon Troy                            | Don't Play With The Rough Boys      | 17 luglio 1966    |
| 912  | Hai perso il morto, Parker!             | Richard Stark                         | The Jugger                          | 24 luglio 1966    |
| 913  | Controfigura per un rapimento           | Howard Browne                         | Thin Air                            | 31 luglio 1966    |
| 914  | Mirate al cuore                         | Ellery Queen                          | The Copper Frame                    | 7 agosto 1966     |
| 915  | Kent Murdock e la bionda con la valigia | George Harmon Coxe                    | The Reluctant Heiress               | 14 agosto 1966    |
| 916  | La strage dei potenti                   | James Hadley Chase                    | He Won't Need It Now                | 21 agosto 1966    |
| 917  | Un barbablù per Hildegarde              | Stuart Palmer                         | Four Lost Ladies                    | 28 agosto 1966    |
| 918  | La spirale del delitto                  | J.F. Straker                          | The Shape of Murder                 | 4 settembre 1966  |
| 919  | Un alibi di troppo                      | Andrew Garve                          | Frame-up                            | 11 settembre 1966 |
| 920  | Reazione a catena                       | James Mayo                            | Rebound                             | 18 settembre 1966 |
| 921  | Un velo sul passato                     | Patrick Quentin                       | Family Skeletons                    | 25 settembre 1966 |
| 922  | La catena al piede                      | Ellery Queen                          | Beware The Young Stranger           | 2 ottobre 1966    |
| 923  | Divorzio all'americana                  | Kelley Roos                           | Grave Danger                        | 9 ottobre 1966    |
| 924  | L'uomo che non voleva uccidere          | Bill S. Ballinger                     | The Fourth of Forever               | 16 ottobre 1966   |
| 925  | Riservata personale                     | Mignon G. Eberhart                    | R.S.V.P. Murder                     | 23 ottobre 1966   |
| 926  | Il quarto lato del triangolo            | Ellery Queen                          | The Fourth Side of The Triangle     | 30 ottobre 1966   |
| 927  | Donald Lam e il cliente in incognito    | A. A. Fair                            | Cut Thin To Win                     | 6 novembre 1966   |
| 928  | Giungla al neon                         | John D. MacDonald                     | The Neon Jungle                     | 13 novembre 1966  |
| 929  | Non c'è ritorno                         | D.M. Devine                           | His Own Appointed Day               | 20 novembre 1966  |
| 930  | Lotta libera per Johnny Liddell         | Frank Kane                            | Esprit De Corpse                    | 27 novembre 1966  |
| 931  | L'ultima voce                           | Ed McBain                             | Doll                                | 4 dicembre 1966   |
| 932  | Scappa, povero negro!                   | Richard Marsten                       | Runaway Black                       | 11 dicembre 1966  |
| 933  | Poliziotto di ventura                   | Ellery Queen                          | The Killer Touch                    | 18 dicembre 1966  |
| 934  | Perry Mason e l'erede fiduciario        | Erle Stanley Gardner                  | The Case of The Troubled Trustee    | 25 dicembre 1966  |
| 935  | Miss Marple al Bertram Hotel            | Agatha Christie                       | at Bertram's Hotel                  | 1º gennaio 1967   |
| 936  | Dieci passi dalla forca                 | John Wainwright                       | Ten Steps To The Gallows            | 8 gennaio 1967    |
| 937  | Ragazza in fuga                         | Hillary Waugh                         | Girl On The Run                     | 15 gennaio 1967   |
| 938  | Il suono della verità                   | George Harmon Coxe                    | The Ring of Truth                   | 22 gennaio 1967   |
| 939  | Trovalo tu, che lo sistemo io           | James Hadley Chase                    | You Find Him, I 'Ll Fix Him         | 29 gennaio 1967   |
| 940  | Poliziotto alla gogna                   | Michael Carey                         | Doomed                              | 5 febbraio 1967   |
| 941  | Un pinguino per Hildegarde              | Stuart Palmer                         | Cold Poison                         | 12 febbraio 1967  |
| 942  | I bassifondi di Harlem                  | Ed Lacy                               | Harlem Underground                  | 19 febbraio 1967  |
| 943  | Omicidio per la sposa                   | Charlotte Armstrong                   | Something Blue                      | 26 febbraio 1967  |
| 944  | Parker: a ferro e a fuoco               | Richard Stark                         | The Handle                          | 5 marzo 1967      |
| 945  | Destino in prestito                     | Day Keene                             | Framed In Guilt                     | 12 marzo 1967     |
| 946  | Venticinque: Morto che scappa           | Donald E. Westlake                    | The Busy Body                       | 19 marzo 1967     |
| 947  | Perry Mason e la mendicante per forza   | Erle Stanley Gardner                  | The Case of The Beautiful Beggar    | 26 marzo 1967     |
| 948  | Giovedì all'alba                        | Werner J. Luddecke                    | Donnerstag Im Morgengrauen          | 2 aprile 1967     |
| 949  | Uno studio in nero                      | Ellery Queen                          | A Study In Terror                   | 9 aprile 1967     |
| 950  | L'assassino aveva la chiave             | Dan J. Marlowe                        | Killer With A Key                   | 16 aprile 1967    |
| 951  | Bowman: Ritorno a Manhattan             | Hartley Howard                        | Portrait of A Beautiful Harlot      | 23 aprile 1967    |
| 952  | Parker: Il rischio è la mia droga       | Richard Stark                         | The Seventh                         | 30 aprile 1967    |
| 953  | Salto mortale                           | Van Siller                            |                                     | 7 maggio 1967     |
| 954  | Il mondo violento di Michael Shayne     | Brett Halliday                        | The Violent World of Michael Shayne | 14 maggio 1967    |
| 955  | Nove risposte per nove problemi         | John Dickson Carr                     | The Nine Wrong Answers              | 21 maggio 1967    |
| 956  | Pantera bionda                          | Stephen Coleman                       | Lady Take The Chair                 | 28 maggio 1967    |
| 957  | Caccia agli eredi                       | Bill S. Ballinger                     | The Heir Hunters                    | 4 giugno 1967     |
| 958  | Il mese di Gideon                       | J.J. Marric                           | Gideon's Month                      | 11 giugno 1967    |
| 959  | Steve Craig e la stella in pericolo     | Bevis Winter                          | Sleep Long, My Lovely               | 18 giugno 1967    |
| 960  | La strada del cimitero                  | Genevieve Manceron                    | Les Brebis Tondues                  | 25 giugno 1967    |
| 961  | Perry Mason e i passi nel buio          | Erle Stanley Gardner                  | The Case of The Worried Waitress    | 2 luglio 1967     |
| 962  | Piombo e tritolo                        | James Hadley Chase                    | Twelve Chinks And A Woman           | 9 luglio 1967     |
| 963  | Un milione di lettori                   | Seldon Truss                          | Barbeton Intrigue                   | 16 luglio 1967    |
| 964  | Poker di furfanti                       | Dan J. Marlowe                        | Four for The Money                  | 23 luglio 1967    |
| 965  | I disperati                             | Francis Durbridge                     | The Desperate People                | 30 luglio 1967    |
| 966  | Shayne e Rourke si danno all'ippica     | Brett Halliday                        | Nice Fillies Finish Last            | 6 agosto 1967     |
| 967  | Lo spettro e il Dottor Fell             | John Dickson Carr                     | The House at Satan's Elbow          | 13 agosto 1967    |
| 968  | Rapina a sangue freddo                  | Robert Page Jones                     | The Heisters                        | 20 agosto 1967    |
| 969  | Dollari che scottano                    | Richard Hardwick                      | The Season To Be Deadly             | 27 agosto 1967    |
| 970  | Agente chiede aiuto                     | Whit Masterson                        | 711 Officer Needs Help              | 3 settembre 1967  |
| 971  | Date a Gideon quel che è di Gideon      | J.J. Marric                           | Gideon's Lot                        | 10 settembre 1967 |
| 972  | Rififì sulla Senna                      | Auguste Le Breton                     | Du Rififi A Paname                  | 17 settembre 1967 |
| 973  | Una donna da bruciare                   | Hugh Pentecost                        | Hide Her From Every Eye             | 24 settembre 1967 |
| 974  | Amami e muori                           | Day Keene                             | Love Me And Die                     | 1º ottobre 1967   |
| 975  | La casa delle allucinazioni             | Colin Robertson                       | Demons' Moon                        | 8 ottobre 1967    |
| 976  | Furia omicida                           | James Hadley Chase                    | Not Safe To Be Free                 | 15 ottobre 1967   |
| 977  | I difensori                             | Edward S. Aarons                      | The Defenders                       | 22 ottobre 1967   |
| 978  | Non c'è scampo per chi uccide           | Elizabeth Ferrars                     | No Peace for The Wicked             | 29 ottobre 1967   |
| 979  | Donald Lam e la vedova irreperibile     | A. A. Fair                            | Widows Wear Weeds                   | 5 novembre 1967   |
| 980  | Safari per una lolita                   | Ellery Queen                          | The Last Score                      | 12 novembre 1967  |
| 981  | Tutti adoravano Cora                    | Ann Head                              | Everybody Adored Cora               | 19 novembre 1967  |
| 982  | Chi ha paura di Michael Shayne?         | Brett Halliday                        | Murder Spins The Wheel              | 26 novembre 1967  |
| 983  | La pazienza del tenente Kerrigan        | Joseph Harrington                     | Blind Spot                          | 3 dicembre 1967   |
| 984  | Morto non vali un soldo!                | Mark Carrel                           | The Blood Pit                       | 10 dicembre 1967  |
| 985  | Il più antico movente del mondo         | Dolores Hitchens                      | The Man Who Cried All The Way Home  | 17 dicembre 1967  |
| 986  | Nero Wolfe: invito a un'indagine        | Rex Stout                             | Death of A Doxy                     | 24 dicembre 1967  |
| 987  | A qualcuno piaccio freddo               | Day Keene                             | Payola                              | 31 dicembre 1967  |
| 988  | O.K., bellezza...                       | James Hadley Chase                    | Well Now, My Pretty...              | 7 gennaio 1968    |
| 989  | Testimoni a doppio taglio               | Helen Nielsen                         | After Midnight                      | 14 gennaio 1968   |
| 990  | Steve Craig e la sposa fasulla          | Bevis Winter                          | The Dark And The Deadly             | 21 gennaio 1968   |
| 991  | Centomila dollari di disonore           | Ellery Queen                          | Losers, Weepers                     | 28 gennaio 1968   |
| 992  | Chi dice donna...                       | James Hadley Chase                    | Cade                                | 4 febbraio 1968   |
| 993  | Il prezzo della verità                  | Rae Foley                             | Scared To Death                     | 11 febbraio 1968  |
| 994  | Due volte morto                         | Robert L. Pike                        | Mute Witness                        | 18 febbraio 1968  |
| 995  | Indagine a ritroso                      | D.M. Devine                           | Devil at Your Elbow                 | 25 febbraio 1968  |
| 996  | La faccia del killer                    | Helen Nielsen                         | A Killer In The Street              | 3 marzo 1968      |
| 997  | Virgil Tibbs e il morto senza nome      | John Ball                             | The Cool Cottontail                 | 10 marzo 1968     |
| 998  | Scacco matto alla giustizia             | Bill Knox                             | Justice On The Rocks                | 17 marzo 1968     |
| 999  | Glenn Bowman e i sogni proibiti         | Hartley Howard                        | Routine Investigation               | 24 marzo 1968     |
| 1000 | Nella mia fine è il mio principio       | Agatha Christie                       | Endless Night                       | 31 marzo 1968     |

|  | I 100 successivi: Il Giallo Mondadori dal 1001 al 1100 |